# Hoffen
Hoffen (en alsacien Hoffe, en allemand Hofen) est une commune française rurale située dans la circonscription administrative du Bas-Rhin et, depuis le 1er janvier 2021, dans le territoire de la Collectivité européenne d'Alsace, en région Grand Est.
Cette commune se trouve dans la région historique et culturelle d'Alsace.
La commune a fusionné avec les villages de Hermerswiller et de Leiterswiller le 1er janvier 1975. Ses habitants s'appellent les Hoffenoises et les Hoffenois.

## Géographie
La localité fait partie de la région naturelle Outre-Forêt. Hoffen est située à une altitude moyenne de 140 mètres.
Grâce aux trois cours d'eau qui arrosent la commune, dont les ruisseaux le Seltzbach, le Haussauerbach et le Wintzenbach, il y avait autrefois quatre moulins à blé, dont l'un est toujours utilisé.
Les villages qui l'entourent sont Oberrœdern, Hunspach, Aschbach, Schœnenbourg et Rittershoffen. La ville la plus proche est Haguenau, distante de 22 km. Strasbourg est à 46 km.
La commune est également à proximité du parc naturel régional des Vosges du Nord et de la Basse Forêt du Mundat (6 km).
| Retschwiller       | Schœnenbourg | Hunspach Aschbach |
| Soultz-sous-Forêts | Hoffen       | Oberrœdern        |
|                    | Betschdorf   | Rittershoffen     |

### Hydrographie
La commune est dans le bassin versant du Rhin au sein du bassin Rhin-Meuse. Elle est drainée par le ruisseau le Seltzbach, le ruisseau le Haussauerbach, le ruisseau le Wintzenbach, le ruisseau l'Engelbach et le ruisseau le Kirbaechel,.
Le Seltzbach, d'une longueur de 33 km, prend sa source dans la commune de Gœrsdorf et se jette  dans la Sauer à Seltz, après avoir traversé 14 communes. 

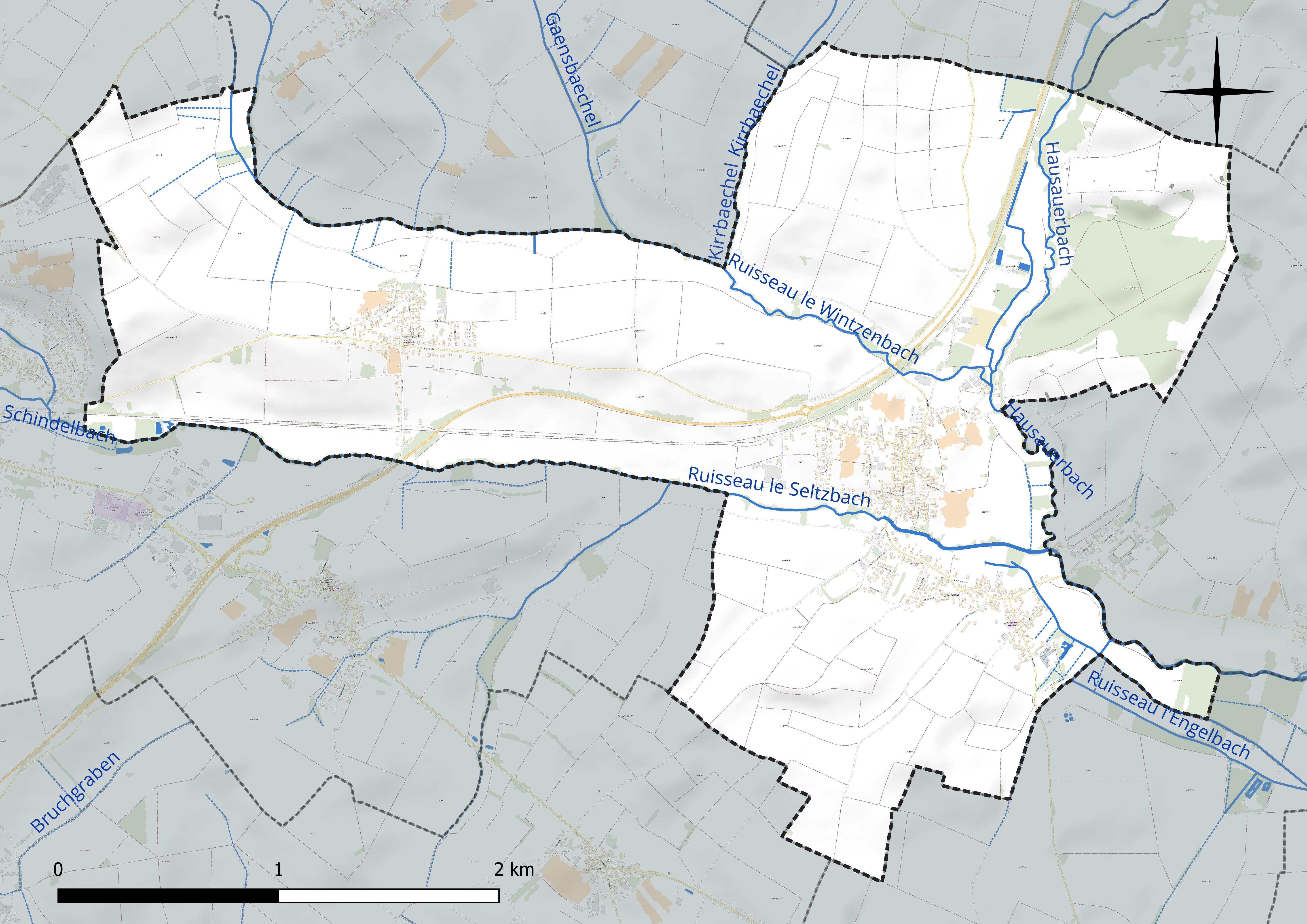
Réseau hydrographique de Hoffen.

Le Haussauerbach, d'une longueur de 15 km, prend sa source dans la commune de Rott et se jette  dans le Seltzbach sur la commune, après avoir traversé huit communes. 
Le Wintzenbach, d'une longueur de 11 km, prend sa source dans la commune de Soultz-sous-Forêts et se jette  dans le Haussauerbach sur la commune, après avoir traversé sept communes. 

### Climat
Pour des articles plus généraux, voir Climat du Grand Est et Climat du Bas-Rhin.
En 2010, le climat de la commune est de type climat des marges montargnardes, selon une étude du Centre national de la recherche scientifique s'appuyant sur une série de données couvrant la période 1971-2000. En 2020, Météo-France publie une typologie des climats de la France métropolitaine dans laquelle la commune est exposée à un climat semi-continental et est dans la région climatique  Alsace, caractérisée par une pluviométrie faible, particulièrement en automne et en hiver, un été chaud et bien ensoleillé, une humidité de l’air basse au printemps et en été, des vents faibles et des brouillards fréquents en automne (25 à 30 jours). 
Pour la période 1971-2000, la température annuelle moyenne est de 10,6 °C, avec une amplitude thermique annuelle de 18 °C. Le cumul annuel moyen de précipitations est de 790 mm, avec 10,7 jours de précipitations en janvier et 10,3 jours en juillet. Pour la période 1991-2020, la température moyenne annuelle observée sur la station météorologique de Météo-France la plus proche, « Preuschdorf », sur la commune de Preuschdorf à 11 km à vol d'oiseau, est de 11,3 °C et le cumul annuel moyen de précipitations est de 834,2 mm. 
La température maximale relevée sur cette station est de 39,8 °C, atteinte le 4 juillet 2015 ; la température minimale est de −19,9 °C, atteinte le 8 janvier 1985,,. 
Les paramètres climatiques de la commune ont été estimés pour le milieu du siècle (2041-2070) selon différents scénarios d'émission de gaz à effet de serre à partir des nouvelles projections climatiques de référence DRIAS-2020. Ils sont consultables sur un site dédié publié par Météo-France en novembre 2022.

## Urbanisme

### Typologie
Au 1er janvier 2024, Hoffen est catégorisée commune rurale à habitat dispersé, selon la nouvelle grille communale de densité à sept niveaux définie par l'Insee en 2022.
Elle est située hors unité urbaine et hors attraction des villes,.

### Occupation des sols
L'occupation des sols de la commune, telle qu'elle ressort de la base de données européenne d’occupation biophysique des sols Corine Land Cover (CLC), est marquée par l'importance des territoires agricoles (87,7 % en 2018), en diminution par rapport à 1990 (92 %). La répartition détaillée en 2018 est la suivante : 
terres arables (77,3 %), zones urbanisées (7,6 %), forêts (4,7 %), prairies (3,8 %), zones agricoles hétérogènes (3,5 %), cultures permanentes (3,1 %). L'évolution de l’occupation des sols de la commune et de ses infrastructures peut être observée sur les différentes représentations cartographiques du territoire : la carte de Cassini (XVIIIe siècle), la carte d'état-major (1820-1866) et les cartes ou photos aériennes de l'IGN pour la période actuelle (1950 à aujourd'hui).

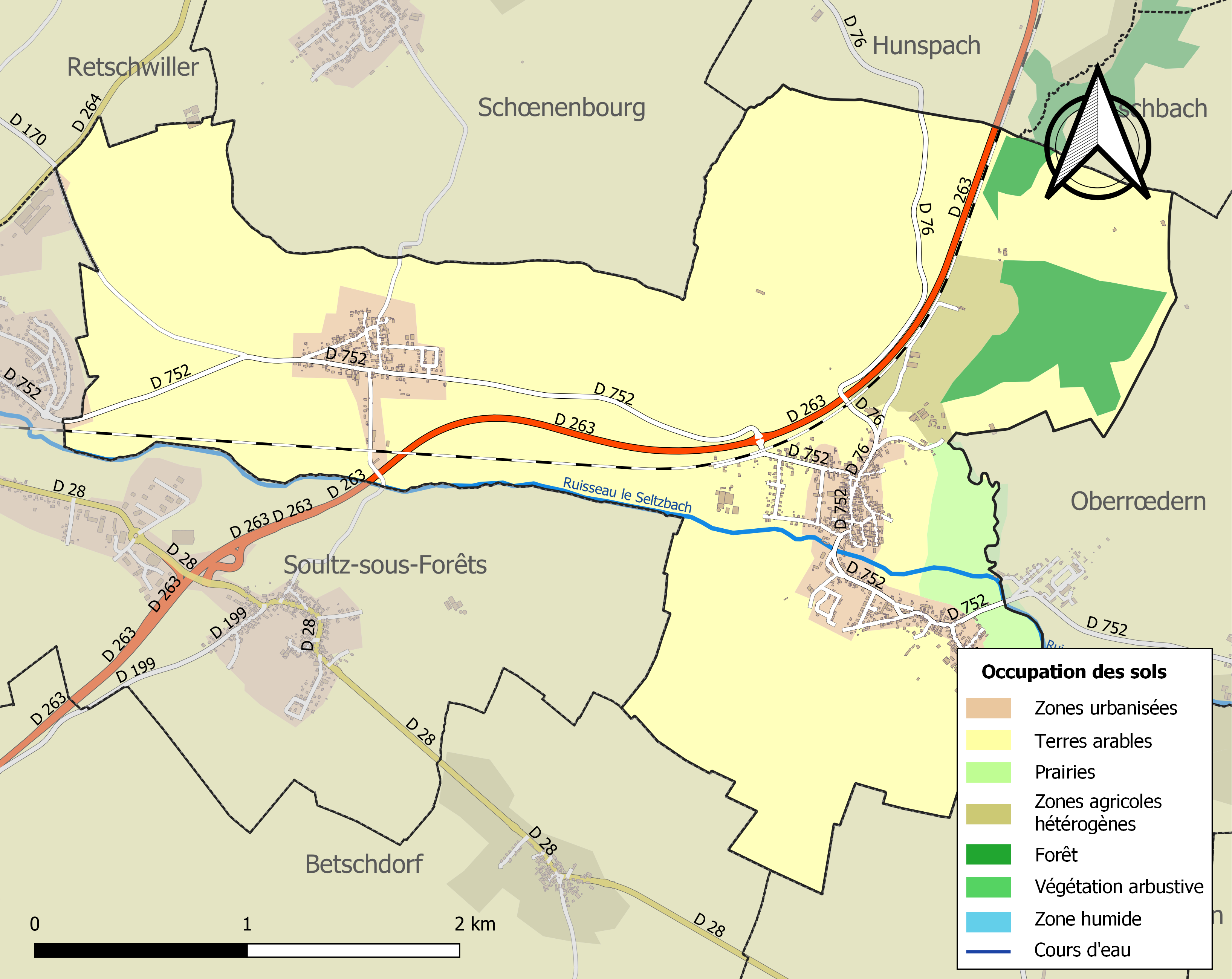
Carte des infrastructures et de l'occupation des sols de la commune en 2018 (CLC).

## Histoire
Le nom du village vient du mot germanique Hof qui signifie ferme. Le nom de la commune a été retrouvé dans des textes datant de 1052.
Le village fut la propriété de l'abbaye de Wissembourg jusqu'en 1504. Après cela, il tomba aux mains des princes de Deux-Ponts-Palatinat et leur resta jusqu'à la Révolution.

### Héraldique
| Blason de Hoffen | Blason  | PD'azur à la grappe de raisin d'or tigée et feuillée du même.                                                     |
| Blason de Hoffen | Détails | Les armes de Hoffen étaient à l'origine celles de la famille des Trautwein von Hoffen, qui s'est éteinte en 1664. |

## Toponymie
Hoffe en francique méridional.

## Politique et administration
| Période                                  | Période                   | Identité                                    | Étiquette | Qualité |
| ---------------------------------------- | ------------------------- | ------------------------------------------- | --------- | ------- |
| avant 1981                               | ?                         | Albert Niess                                |           |         |
| mars 2001                                | 2014                      | Raymond Roth                                |           |         |
| 2014                                     | En cours (au 31 mai 2020) | Didier Braun Réélu pour le mandat 2020-2026 |           |         |
| Les données manquantes sont à compléter. |                           |                                             |           |         |

## Démographie
L'évolution du nombre d'habitants est connue à travers les recensements de la population effectués dans la commune depuis 1793. Pour les communes de moins de 10 000 habitants, une enquête de recensement portant sur toute la population est réalisée tous les cinq ans, les populations de référence des années intermédiaires étant quant à elles estimées par interpolation ou extrapolation. Pour la commune, le premier recensement exhaustif entrant dans le cadre du nouveau dispositif a été réalisé en 2004.

En 2022, la commune comptait 1 141 habitants, en évolution de +0,88 % par rapport à 2016 (Bas-Rhin : +3,17 %, France hors Mayotte : +2,11 %).
| 1793 | 1800 | 1806 | 1821 | 1831 | 1836 | 1841 | 1846 | 1851 |
| ---- | ---- | ---- | ---- | ---- | ---- | ---- | ---- | ---- |
| 329  | 306  | 390  | 494  | 482  | 525  | 500  | 456  | 484  |

| 1856 | 1861 | 1866 | 1871 | 1875 | 1880 | 1885 | 1890 | 1895 |
| ---- | ---- | ---- | ---- | ---- | ---- | ---- | ---- | ---- |
| 487  | 509  | 532  | 553  | 530  | 499  | 492  | 479  | 507  |

| 1900 | 1905 | 1910 | 1921 | 1926 | 1931 | 1936 | 1946 | 1954 |
| ---- | ---- | ---- | ---- | ---- | ---- | ---- | ---- | ---- |
| 508  | 519  | 499  | 479  | 474  | 513  | 509  | 535  | 487  |

| 1962 | 1968 | 1975  | 1982 | 1990  | 1999  | 2004  | 2006  | 2009  |
| ---- | ---- | ----- | ---- | ----- | ----- | ----- | ----- | ----- |
| 503  | 462  | 1 001 | 935  | 1 024 | 1 103 | 1 214 | 1 216 | 1 182 |

| 2014  | 2019  | 2022  | - | - | - | - | - | - |
| ----- | ----- | ----- | - | - | - | - | - | - |
| 1 147 | 1 118 | 1 141 | - | - | - | - | - | - |

## Lieux et monuments
- La mairie fut construite au début du XIXe siècle et a été agrandie en 1854 par l’architecte Alexandre Matuszinski[28].
- Gare de Hoffen.
- Église protestante réformée de Hoffen construite au XVIIIe siècle. C'est désormais une annexe de la paroisse réformée de Hunspach. Elle dépend de l'Église protestante réformée d'Alsace et de Lorraine, sous régime concordataire.
- L'église protestante de Leiterswiller où se trouvait en 1189 l'église Saint-Aegide qui fut rebaptisée Saint-André au début du XVIe siècle. De 1693 à 1897, elle servait pour les deux cultes. Elle a été reconstruite en 1736 et les cloches datent de 2000. Elle est dotée d'une croix monumentale datée de 1784. Elle est classée monument historique depuis le 13 mars 1924.
- Église catholique Saint-Joseph de Leiterswiller, construite au XVIe siècle et reconstruite en 1736 en grès rose, de style néogothique. L'église comprend un bas-relief de la Sainte Famille ainsi que des statues de saint Joachim et de sainte Anne apprenant à lire à la Vierge. À l'intérieur se trouvent deux statues du XVIIIe siècle qui représentent l'archange saint Michel et l'Immaculée Conception, qui auraient été rapatriées de l'ancienne abbaye cistercienne de Koenigsbrück détruite à la Révolution.

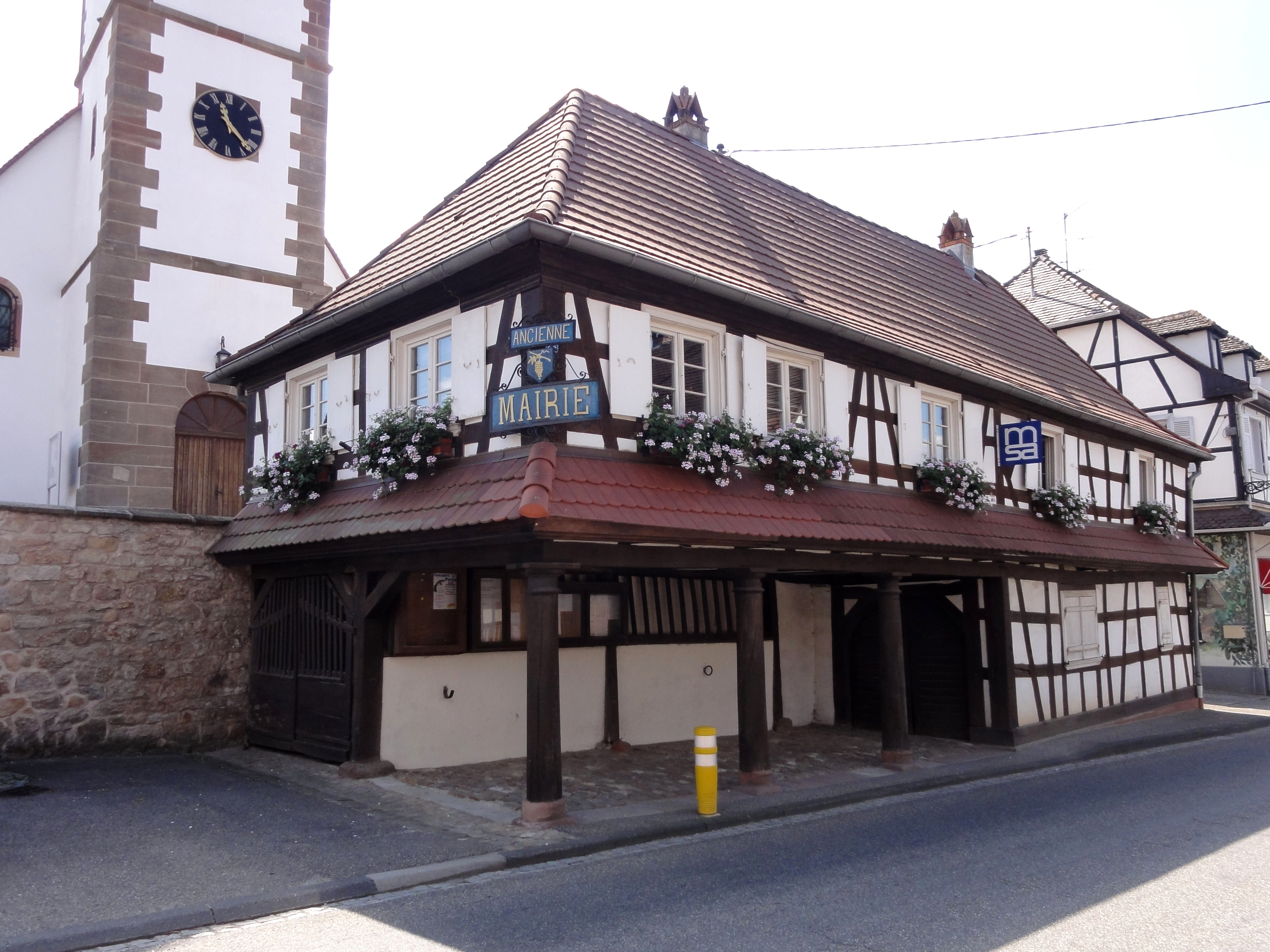
Ancienne mairie (1854), 25 rue du Tilleul.
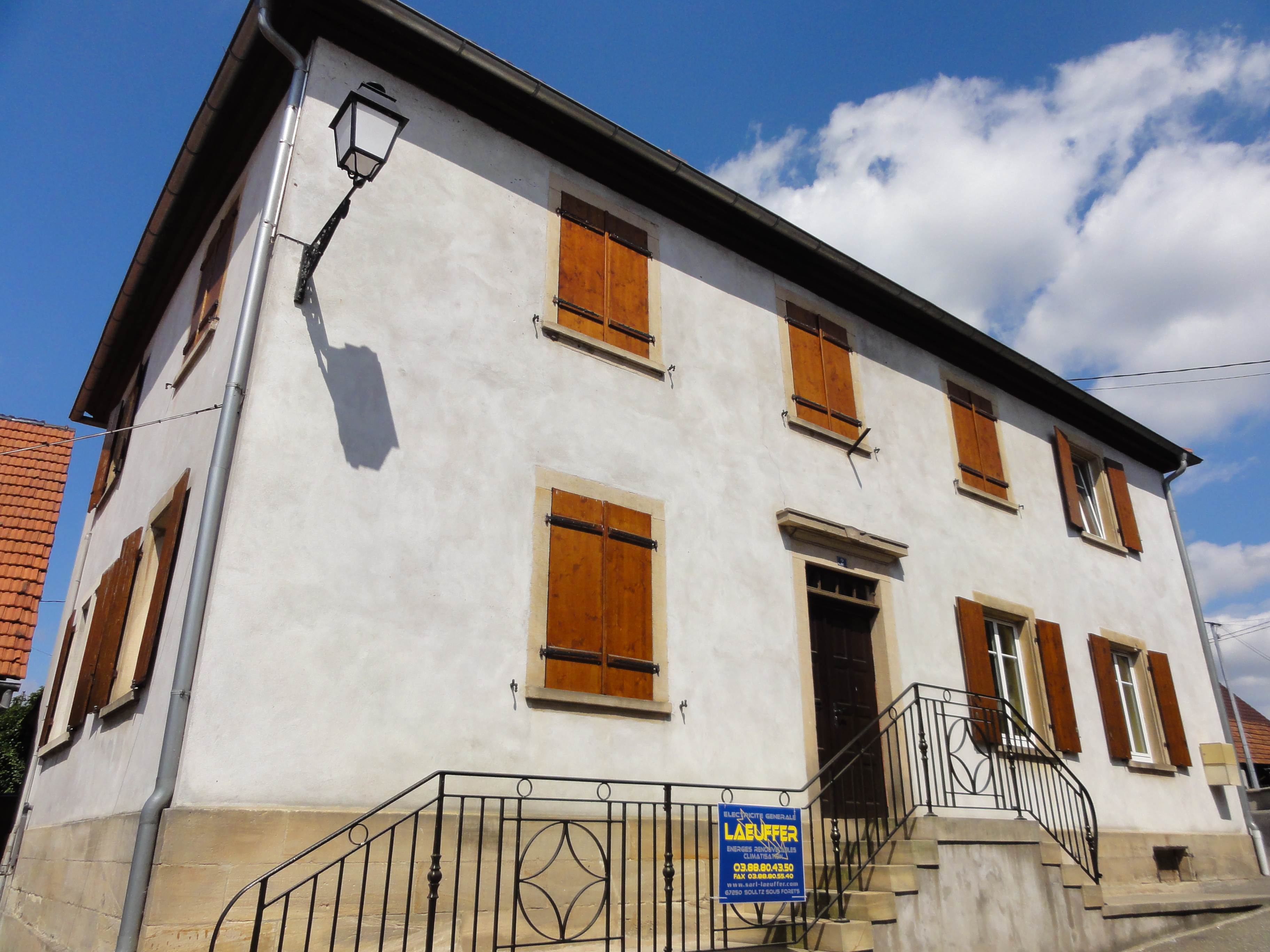
École (1827), 2 rue des Écoles.
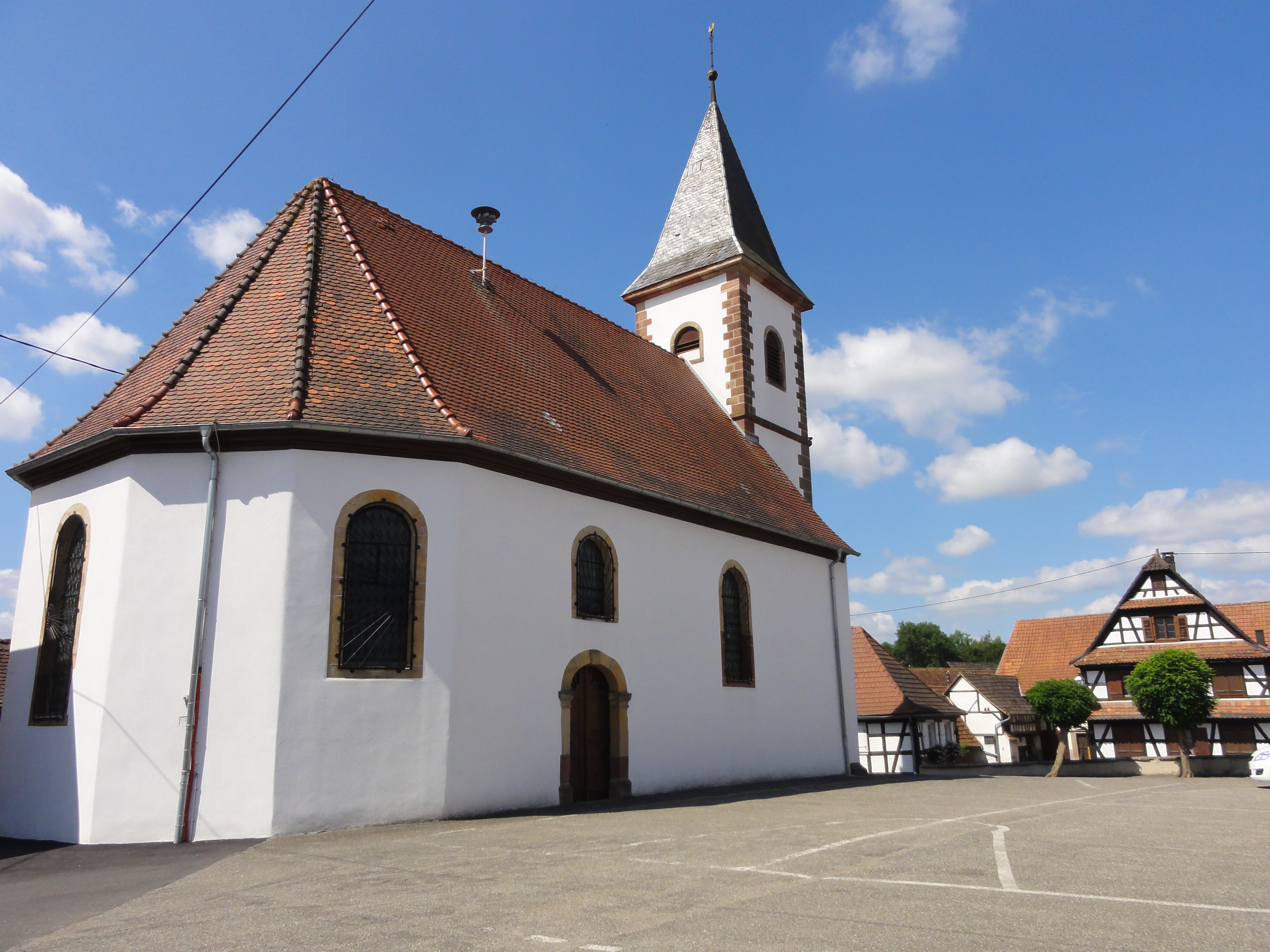
Église protestante réformée (XVIIIe-XIXe).
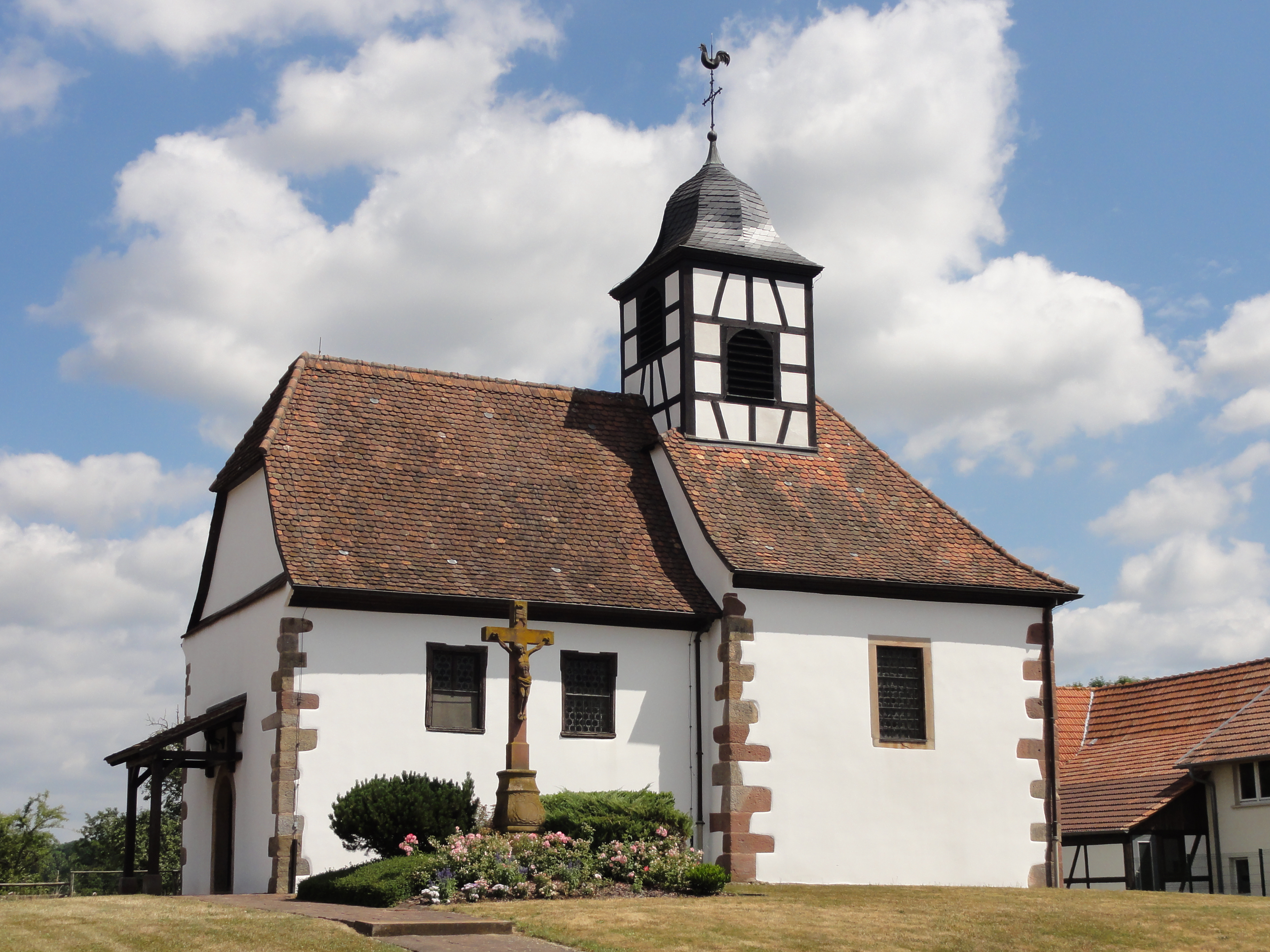
Église protestante de Leiterswiller.
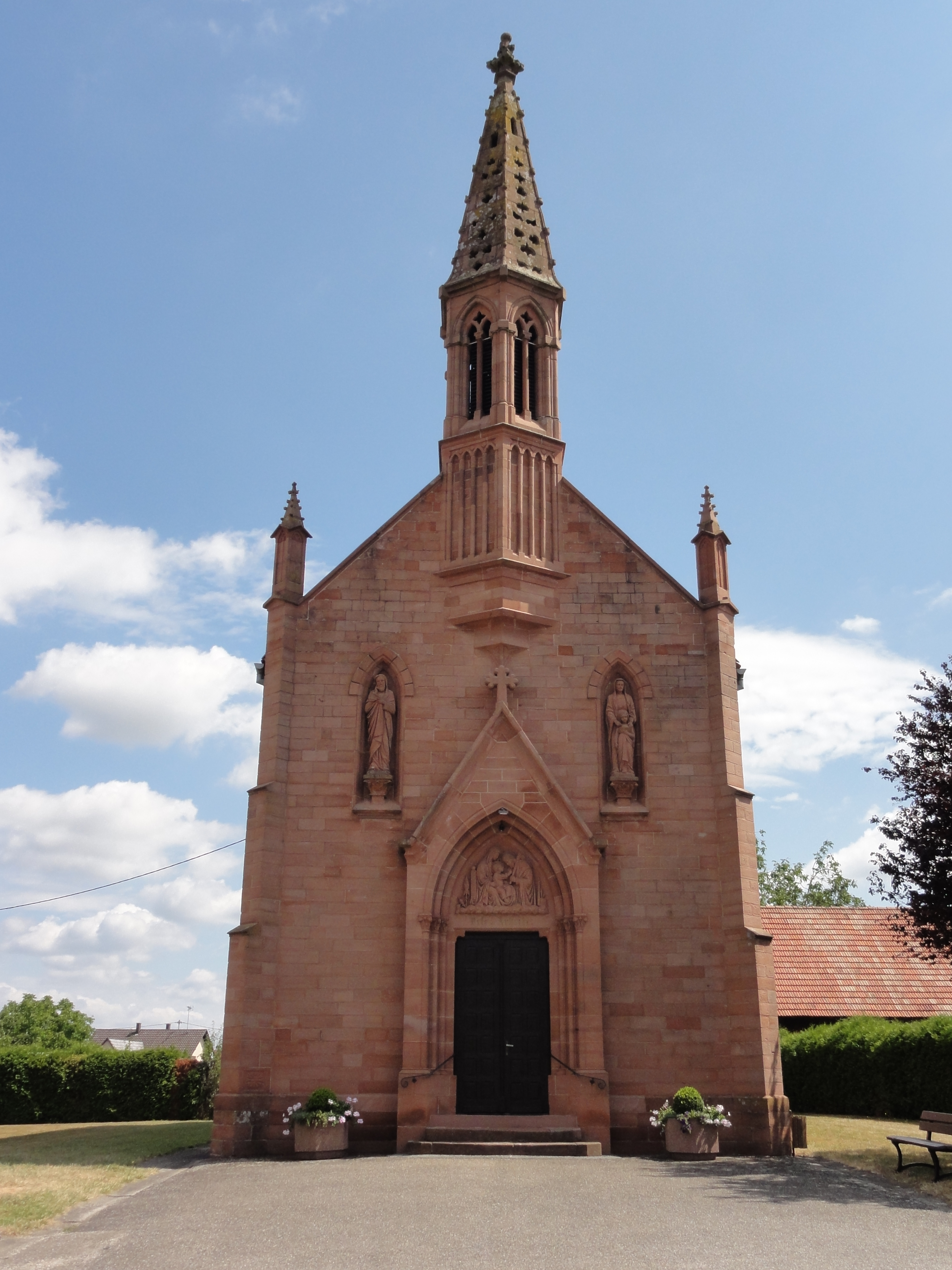
Église Saint-Joseph de Leiterswiller.
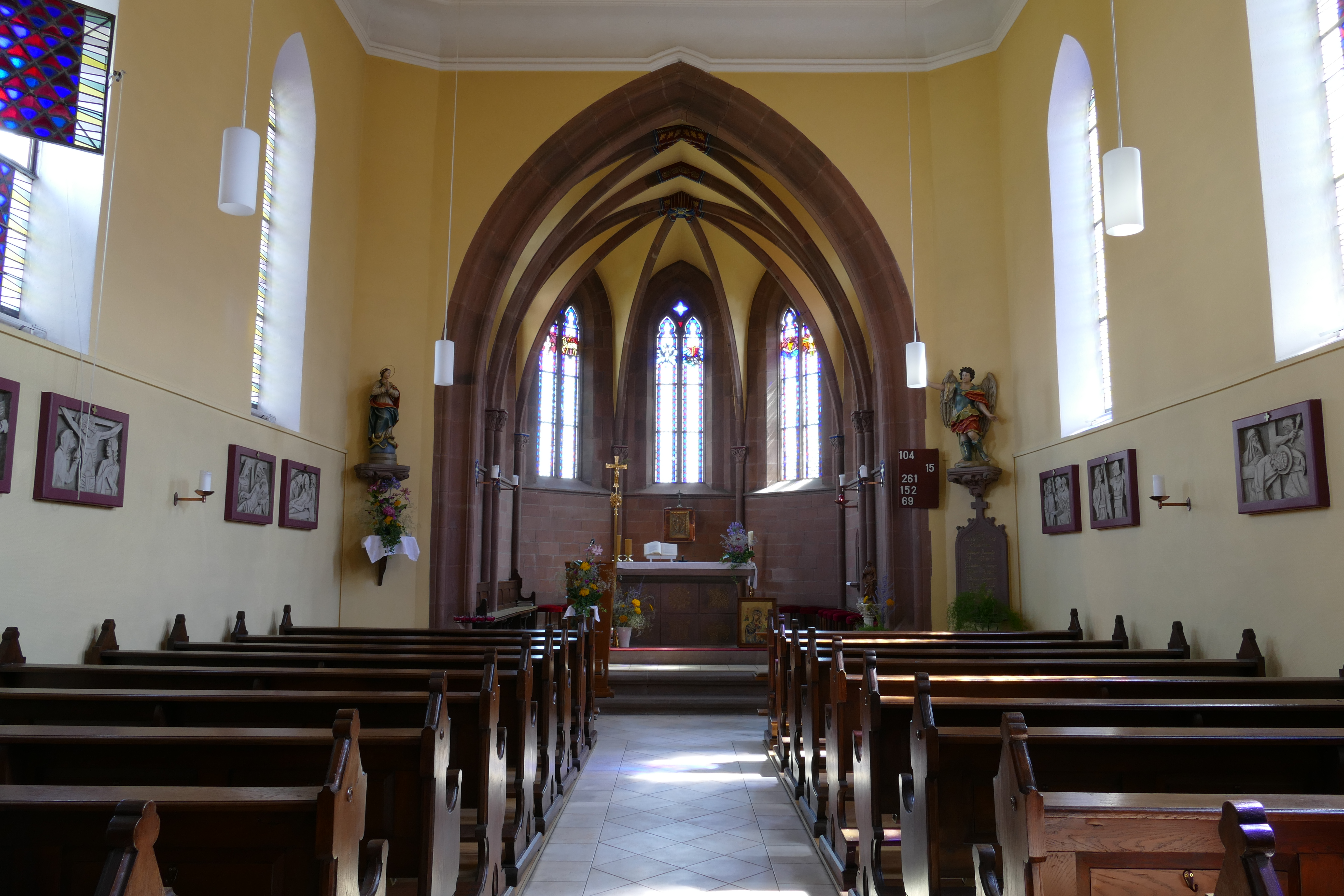
Intérieur de l'église Saint-Joseph.
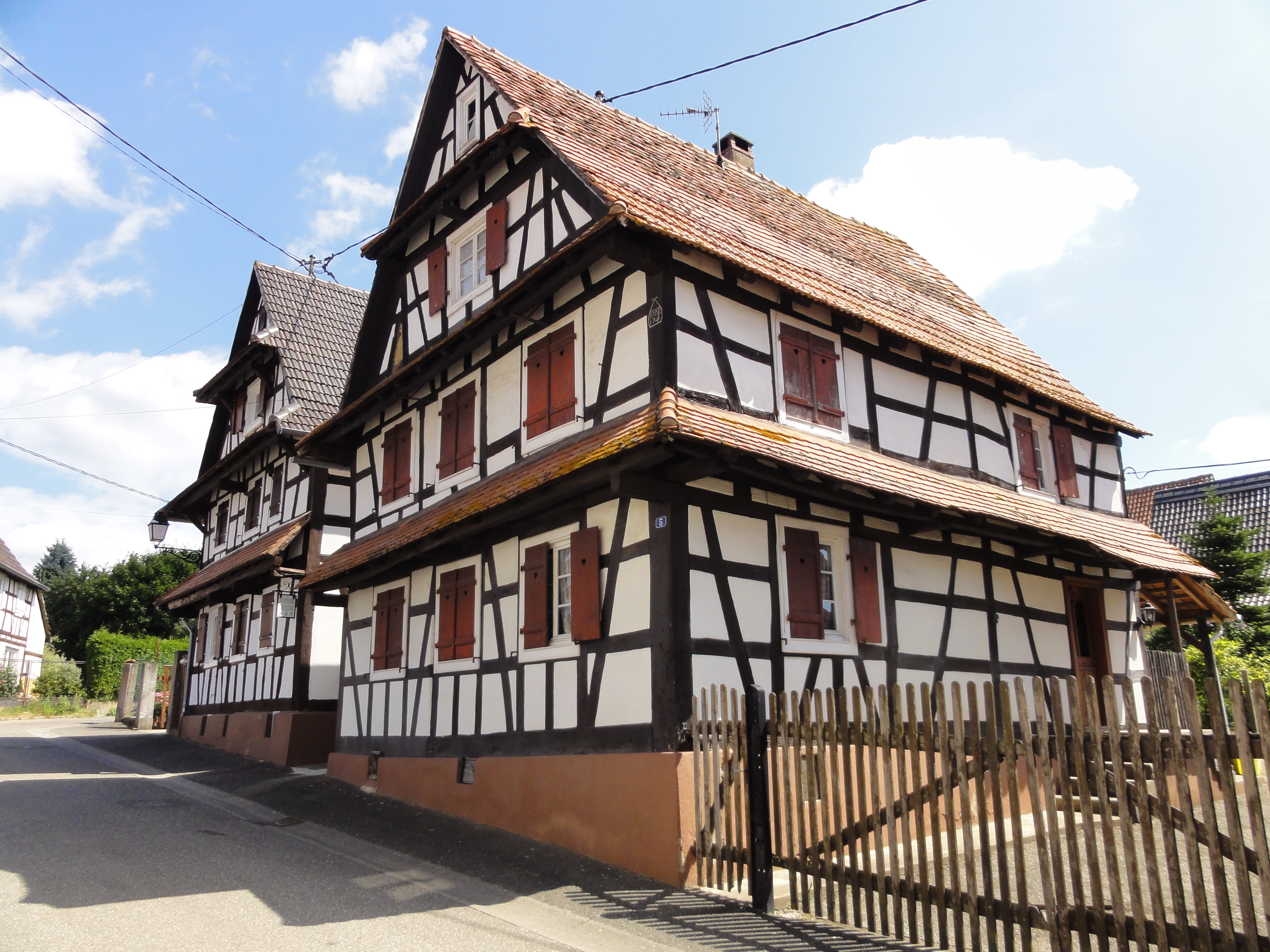
Ferme (1740), 5 rue des Écoles.
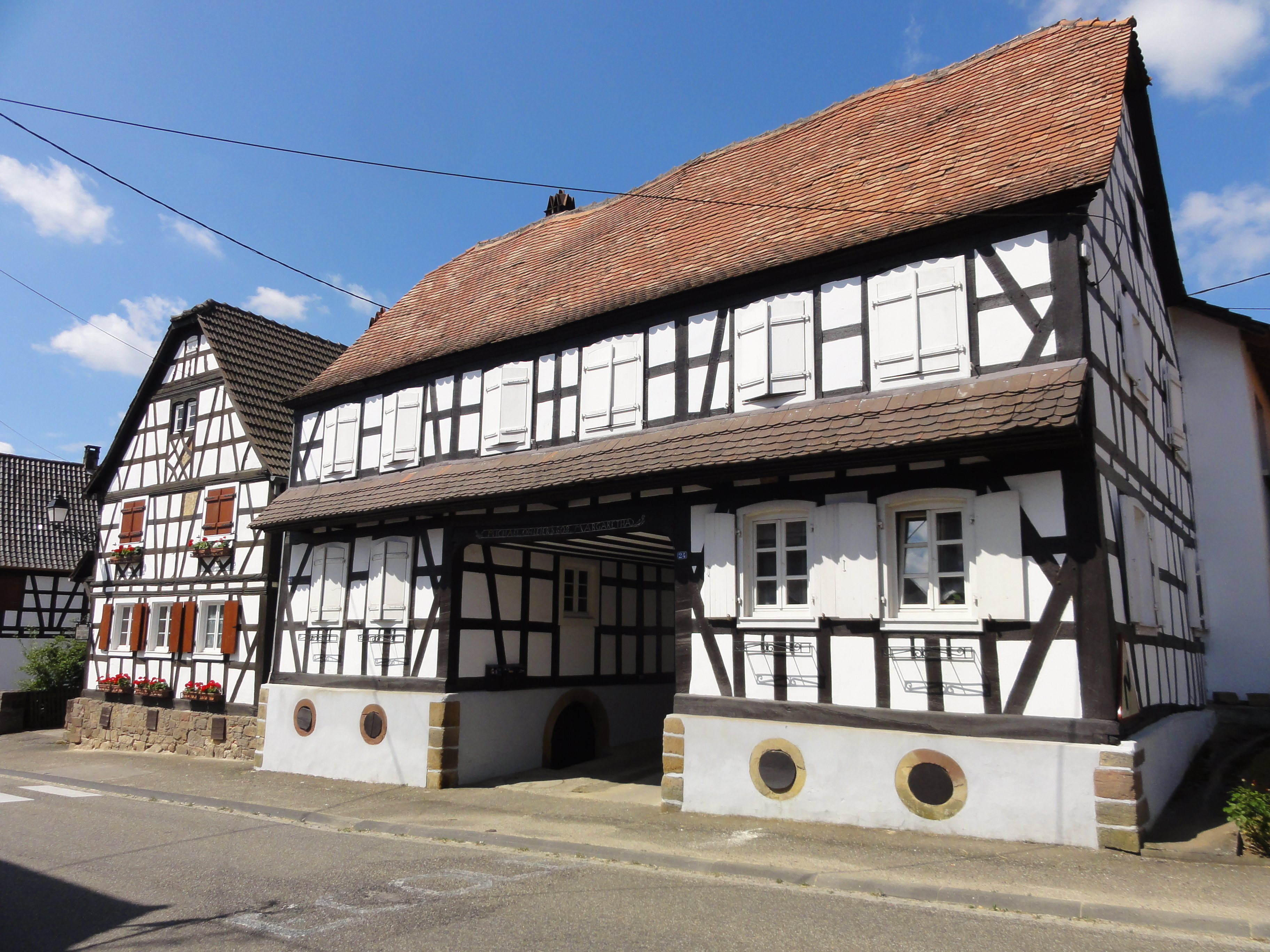
Ferme (XVIIIe-XIXe), 24 rue du Tilleul.
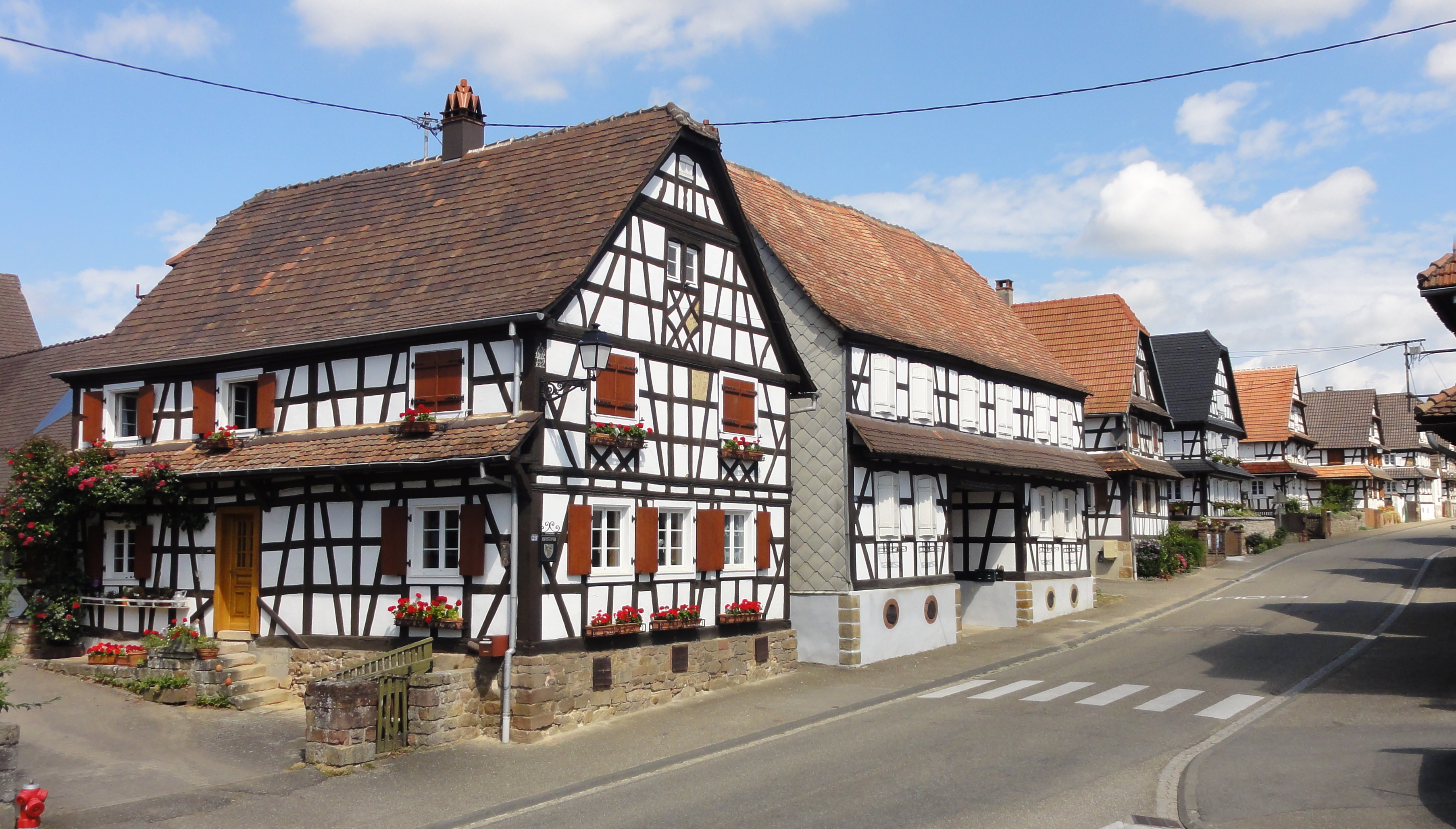
Ferme, 28 rue du Tilleul.
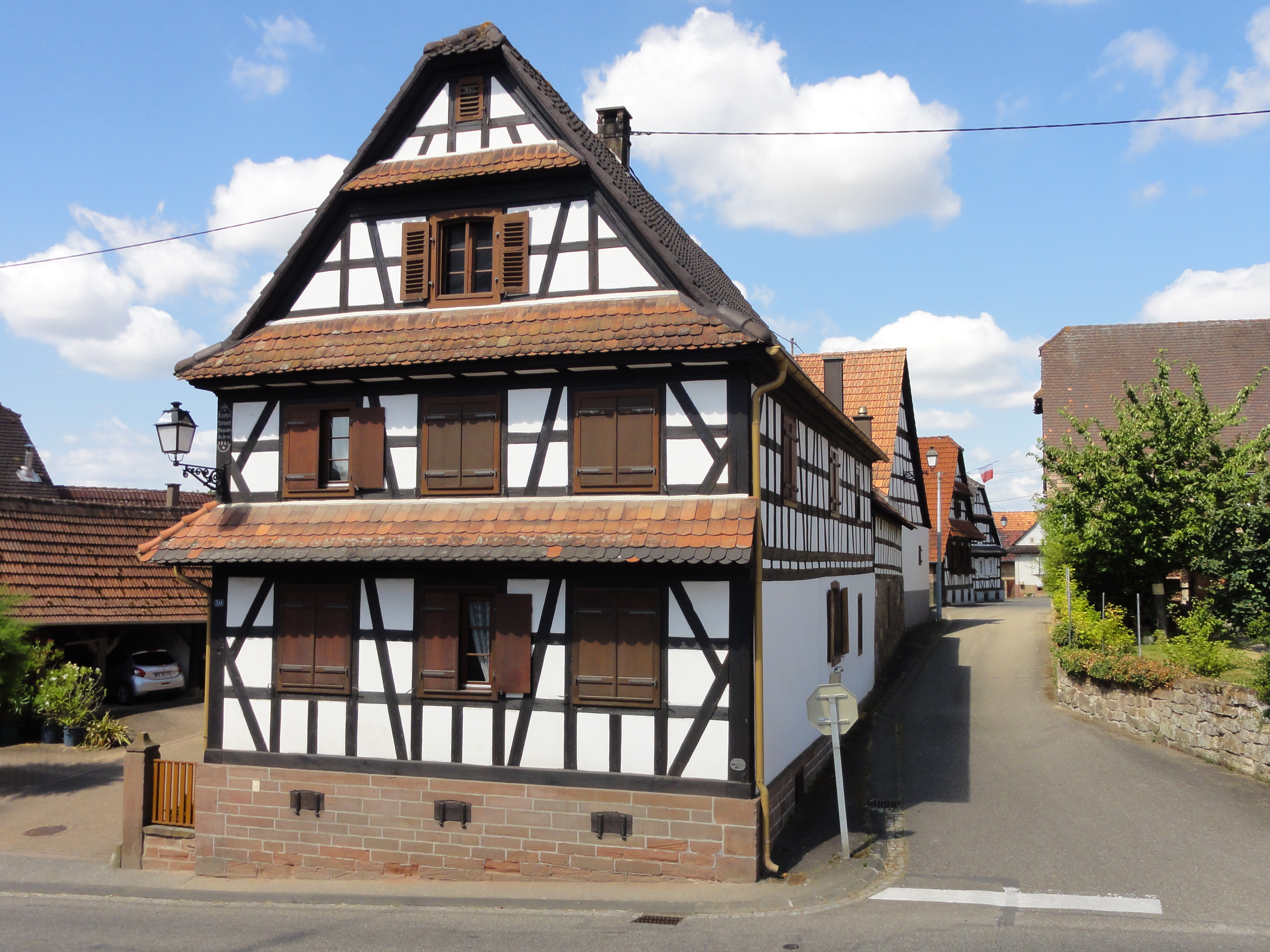
Ferme (1865), 30 rue du Tilleul.
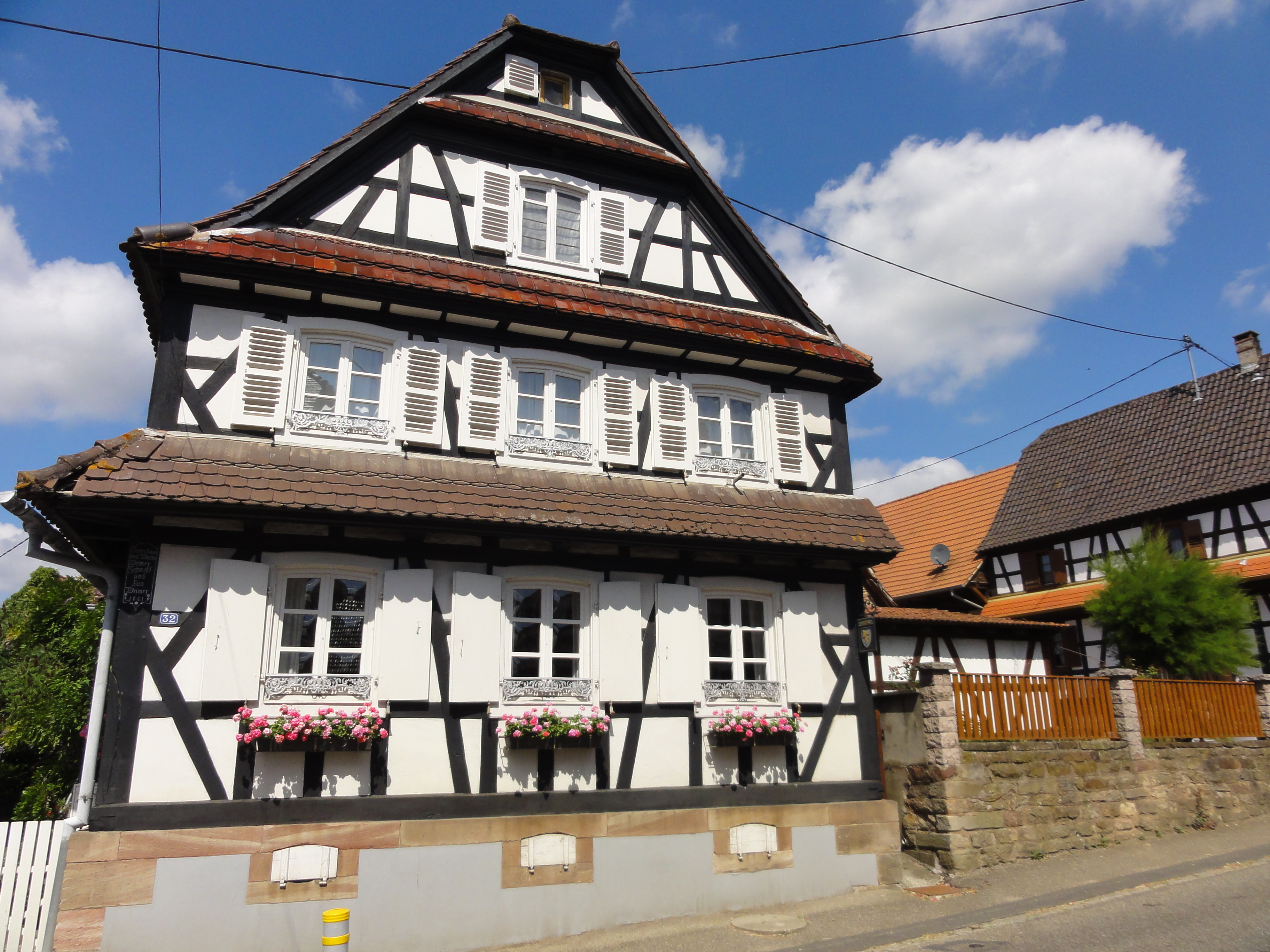
Ferme (1861), 32 rue du Tilleul.
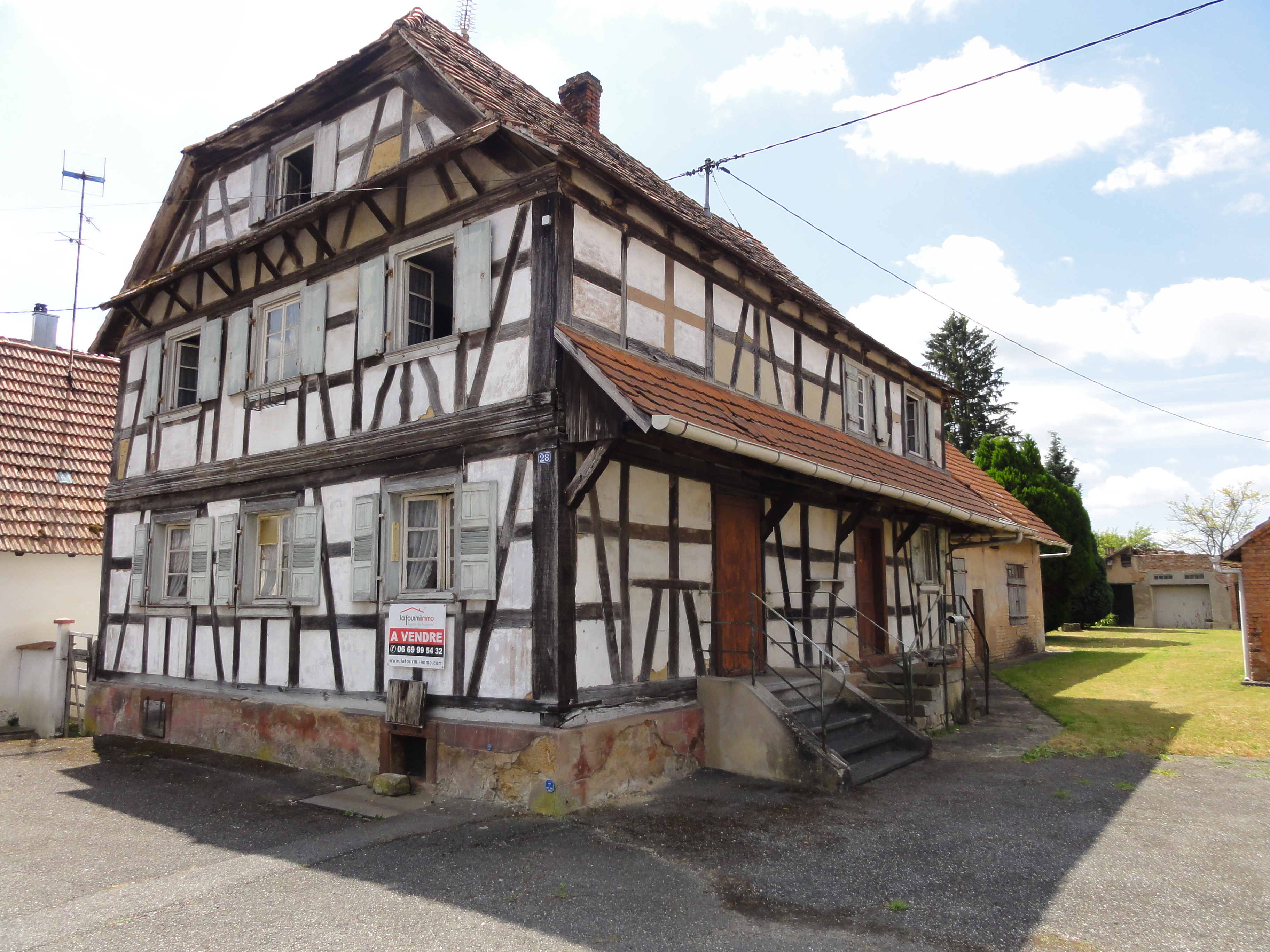
Maison, 28 rue des Églises (Leiterswiller).